# The Perils of Thunder Mountain
Perils of Thunder Mountain é um seriado estadunidense de 1919, no gênero ação, dirigido por Robert N. Bradbury e W.J. Burman, em 15 capítulos, estrelado por Antonio Moreno e Carol Holloway. O seriado foi o único produzido pela The American Lifeograph Company, distribuído pela Vitagraph Company of América, e veiculou nos cinemas estadunidenses entre 27 de maio de 1919, quando estreou o primeiro capítulo, “The Spear of Malice”, e 1 de setembro de 1919, com o último capítulo, “Fate’s Verdict”.
Este seriado é considerado perdido.

## Elenco

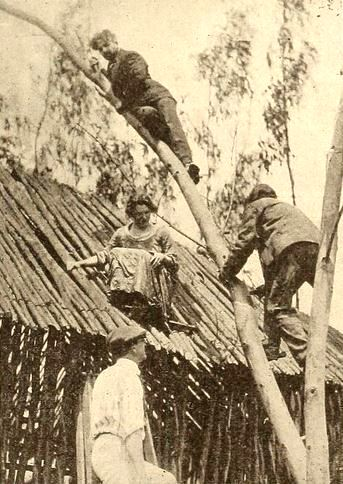
Antonio Moreno e Carol Holloway em uma cena do seriado.

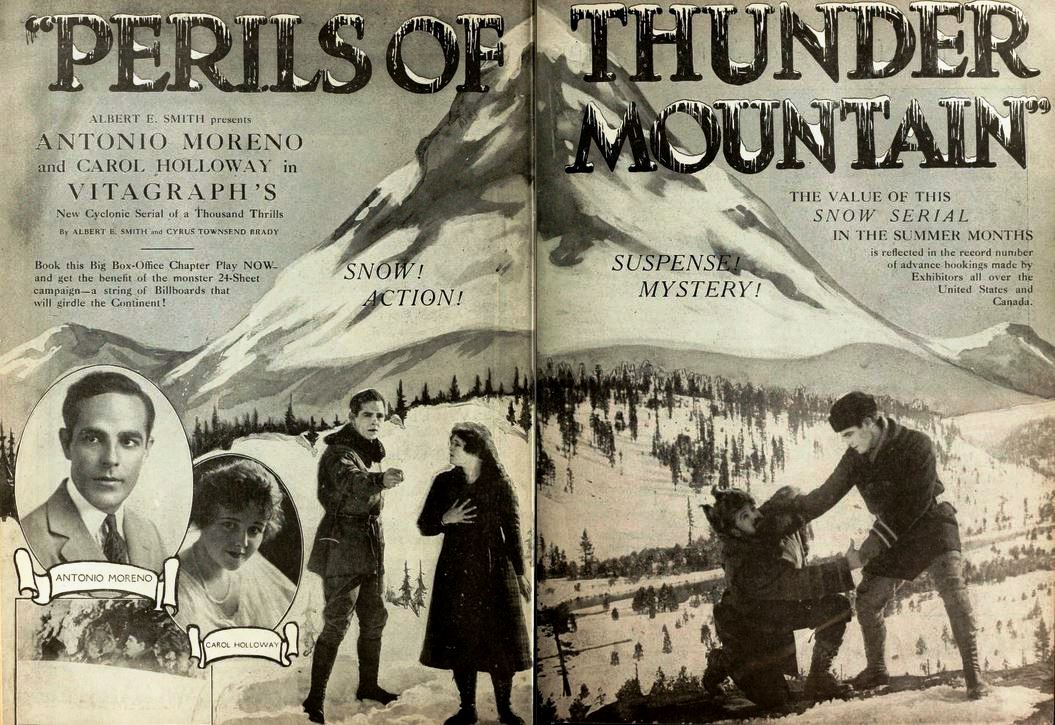
Cartaz do seriado The Perils of Thunder Mountain (1919), apresentando Carol Holloway ao lado de Antonio Moreno.

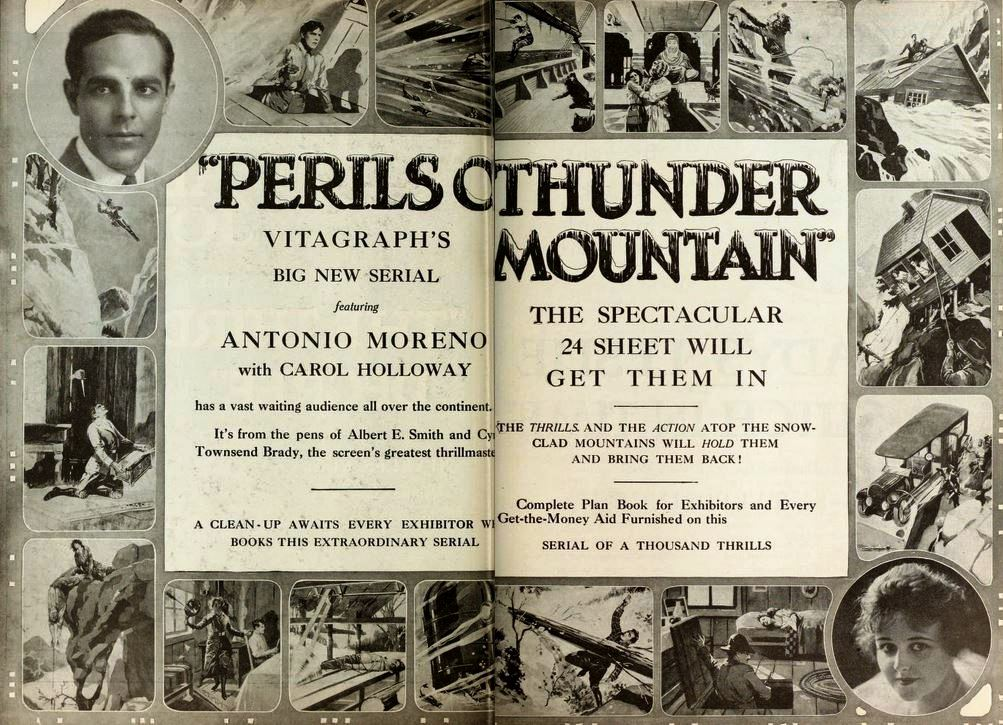
Anúncio do seriado The Perils of Thunder Mountain, apresentando Carol Holloway ao lado de Antonio Moreno.

- Antonio Moreno	 ...	John Davis
- Carol Holloway	 ...	Ethel Carr
- Kate Price
- Jack Waltemeyer
- George Stanley
- Alfred Regnier
- Tote Du Crow
- Charles Rich

## Capítulos
1. The Spear of Malice
2. The Bridge Trap
3. Teeth of Steel
4. Cave of Terror
5. The Cliff of Treachery
6. The Tree of Torture
7. The Lightning Lure
8. The Iron Clutc
9. Prisoner of the Deep
10. The Flaming Sacrifice
11. In the Ocean's Grip
12. The Rushing Horror
13. The River of Dread
14. The Hut of Disaster
15. Fate’s Verdict

Fonte: